# عبد الله الأنبعي
عبد الله تركي أحمد منصور حسين الأنبعي (9 أغسطس 1983-)؛ نائب في مجلس الأمة الكويتي.

## سيرته
شارك عبد الله الأنبعي لأول مرة في انتخابات مجلس الأمة الكويتي 2020 وحصل على المركز الثامن عشر في الدائرة الثانية برصيد 1,045 صوت وخسر بالانتخابات، وشارك مُجددًا في انتخابات مجلس الأمة الكويتي 2022 وحصل على المركز العاشر في الدائرة الثانية برصيد 1,922 صوت وفاز بالانتخابات، حاصل علي بكالوريوس من جامعة الكويت، وعمل في القطاع الخاص، وهو محكم تجاري معتمد وزميل معهد التأمين البريطاني.